# Rasta-Dome
Der Rasta-Dome ist eine Mehrzweckhalle in der niedersächsischen Stadt Vechta. Sie ist die Spielstätte des Basketballvereins SC Rasta Vechta.

## Geschichte
Die Halle wurde nach einjähriger Bauzeit im Oktober 2012 offiziell eingeweiht. Insgesamt bot die Halle zur Einweihung rund 2000 Zuschauern Platz, davon 1600 Sitzplätze. Da die Halle nicht über die notwendige Mindestkapazität für die höchste Spielklasse Basketball-Bundesliga verfügte und einen Aufstieg der Basketballmannschaft verhindert hätte, wurde auch dank der hohen Zuschauerzahlen und der enormen Anfrage nach Dauerkarten bei Basketballspielen der Rasta-Dome bereits nach einem Jahr um weitere eintausend Plätze auf 3140 Plätze erweitert. Die Erweiterung wurde in der ersten Oktoberwoche 2013 fertiggestellt. Auf Basis der Erweiterung der Halle konnte der Verein eine Lizenz für die Basketball-Bundesliga bekommen, die durch den sportlich errungenen Aufstieg in der ProA 2012/13 gleich genutzt wurde. Alle für die Saison 2013/14 restlich verfügbaren über 12.000 Tickets für die Heimspiele des SC Rasta Vechta, waren am 14. Oktober 2013, nur eineinhalb Stunden nach Verkaufsstart ausverkauft.
Zur Saison 2015/16 wurde der VIP-Bereich im Rasta-Dome um rund 100 Plätze erweitert sowie eine eigene Küche für diesen Bereich eingebaut. In die Erweiterung wurden rund 400.000 Euro investiert.